# Estadi Constant Vanden Stock
Stade Constant Vanden Stock és un estadi de futbol situat a la ciutat de Brussel·les a Belgica. El propietari del camp és el RSC Anderlecht que hi juga els seus partits com a local. La seva capacitat màixma és de 28.063 espectadors el que el converteix en el quart estadi amb major aforament de la lliga belgica i de Bélgica. Va ser inaugurat el 1917.